# Creu de terme del carrer Guipúscoa
La Creu de terme del carrer Guipúscoa és una obra de Sant Adrià de Besòs (Barcelonès) protegida com a Bé Cultural d'Interès Local.

## Descripció
La creu de terme està situada a la cruïlla de la rambla de Guipúscoa i el carrer d'Extremadura. Enfrontada a la testa del bloc lineal barceloní de la Pau. El basament està format per una triple corona d'anells cilíndrics superposats amb diàmetres decreixents de baix a dalt. El fust és llis, de secció rectangular, amb les cantonades bisellades. Al damunt hi ha un capitell quadrat amb quatre àngels en relleu. El capitell sosté la creu de braços prismàtics i centre desplaçat en sentit vertical. A la part central hi ha dos relleus: a una banda, Jesús crucificat i a l'altra la Mare de Déu i el Nen Jesús. Els cantells estan ornamentats amb relleus i volutes encadellades. És de pedra artificial i l'estat de conservació és bo.

## Història
La creu, d'estil neobarroc, va ser construïda el 1967. Aquesta marca de manera simbòlica el límit entre Sant Adrià i Barcelona. El seu interès és de tipus històric i simbòlic, si bé la creu de l'any 1944 situada al carrer Biscaia, és un símbol de la resistència de Sant Adrià davant de l'annexió per part de Barcelona i Badalona l'any 1929. La creu de terme del carrer Guipúscoa constitueix un gest de reafirmació de la independència i identitat adrianenca.